# Karel Candael
 (janvier 2019).
Carolus (Karel) Candael, né à Anvers le 4 septembre 1883 et mort à Rotterdam le 27 mars 1948, est un compositeur belge, professeur de musique et chef d'orchestre. 

## Biographie
Karel Candael est le fils de Jozephus Cornelis Candael et Maria Werner. Il se marie à Anna Creutz, une chanteuse de coloratura avec laquelle il joue également. De ce mariage sont issus le compositeur, chef d'orchestre Steven Candael et la danseuse, chorégraphe Marina Candael (1922-2003). 

### Carrière
Karel Candael étudie au Conservatoire d'Anvers avec Jan Blockx, Émile Wambach (harmonie), Jozef Tilborghs et Lodewijk Mortelmans (contrepoint et fugue). Après sa formation, il est très actif au sein de chorales et a fondé la chorale De Zangkapel. En 1907, sa cantate Genovena van Brabant reçoit une mention honorable (3e prix) au concours du Prix de Rome. Il est alors le seul candidat à présenter un texte en néerlandais. En 1909, il est nommé deuxième chef d'orchestre de l'Opéra Royal Flamand. Deux ans plus tard, il en est le chef d'orchestre du Royal Dutch Theatre. À partir de 1930, il est également chef des concerts du casino à Knokke. 
En tant qu'enseignant, Candael travaille pendant plusieurs années au Conservatoire Royal Flamand. Par la suite, il enseigne la musique dans les écoles de la ville d’Anvers pendant la guerre et devient professeur de théorie musicale en 1919. En 1934, il est promu au contrepoint des enseignants et à la fugue. 
En 1937, il collabore avec la violiste Lola Bobesco (une des lauréates du prix Ysaye) pour la diffusion d'un concert avec L'Opéra Royal Flamand.
Candael est également actif en tant que compositeur: il écrit les ballets Les sept péchés capitaux (1927), Le Cantique des cantiques (1936) et l'oratoire The Marialeven (1941-1943) sur un texte de son ami Maurice Gilliams. Ce dernier est filmé en 1991 par le BRT. 
Il intègre le mouvement socialiste. À ce titre, il se trouvait aux Pays-Bas en mars 1948. Il dirigerait un concert de la chorale Lassalle d'Anvers dans le cadre d'une fête fraternelle. Le 27 mars 1948, il dirigea une répétition de Altrapody de Johannes Brahms avec le chanteur Hester Blok, lorsqu'il s'effondra probablement à la suite d'une crise cardiaque. Ses restes ont été placés dans la chapelle du Sint Franciscus Gasthuis.